# Conophyma narzikulovi
Conophyma narzikulovi är en insektsart som beskrevs av Cejchan 1961. Conophyma narzikulovi ingår i släktet Conophyma och familjen Dericorythidae. Inga underarter finns listade i Catalogue of Life.